# Kurt Otto Friedrichs
Kurt Otto Friedrichs (28 de septiembre de 1901, Kiel, Alemania - 31 de diciembre de 1982, New Rochelle, Estados Unidos) fue un matemático germano-americano. Cofundador del Instituto Courant en la Universidad de Nueva York y ganador de la National Medal of Science en 1976.

## Biografía
Friedrichs nació en Kiel, Holstein, el 28 de septiembre de 1901. Su familia pronto se mudó a Düsseldorf donde creció. Asistió a varias universidades en Alemania estudiando las obras filosóficas de Heidegger y Husserl, pero finalmente decidió que las matemáticas eran su verdadera vocación. Durante la década de 1920, Friedrichs persiguió este campo en Gotinga, que tenía un reconocido Instituto de Matemáticas bajo la dirección de Richard Courant. Courant se convirtió en un estrecho colaborador y amigo de toda la vida de Friedrichs.
En 1931, Friedrichs se convirtió en Catedrático de Matemáticas en la Technische Hochschule de Braunschweig. A principios de febrero de 1933, unos días después de que Hitler se convirtiera en Canciller de Alemania, Friedrichs conoció e inmediatamente se enamoró de una joven estudiante judía, Nellie Bruell.[cita requerida] Su relación se hizo cada vez más desafiante y difícil debido a las antisemitas Leyes de Nuremberg del gobierno de Hitler. En 1937, tanto Friedrichs como Nellie Bruell lograron emigrar por separado a Nueva York donde finalmente se casaron. En su largo y muy feliz matrimonio tuvo cinco hijos.
Courant emigró de Alemania en 1933 y fundó un instituto para estudios de posgrado en matemáticas en la Universidad de Nueva York. Friedrichs se reunió con él cuando llegó en 1937 y permaneció allí durante cuarenta años. Jugó un papel decisivo en el desarrollo del Instituto Courant de Ciencias Matemáticas, que con el tiempo se convirtió en uno de los institutos de investigación más destacados de las matemáticas aplicadas en el mundo. Friedrichs murió en New Rochelle, Nueva York el 31 de diciembre de 1982.
La mayor contribución de Friedrichs a las matemáticas aplicadas fue su trabajo en ecuaciones en derivadas parciales. También realizó importantes investigaciones y escribió muchos libros y artículos sobre la teoría de la existencia, métodos numéricos, operadores diferenciales en espacios de Hilbert, olas solitarias, ondas de choque, combustión, las ondas de choque dinámicas magneto-fluidos, flujos relativistas, teoría cuántica de campos, de perturbación del espectro continuo, la teoría de la dispersión y ecuaciones hiperbólicas simétricas.
Fue miembro de la Academia Nacional de Ciencias desde 1959, Friedrichs recibió muchos títulos honoríficos y premios por su trabajo. Hay un premio para el estudiantado con el nombre de Friedrichs en la Universidad de Nueva York. La Sociedad Americana de Matemáticas lo seleccionó como el profesor Josiah Willards Gibbs para 1954. En noviembre de 1977, Friedrichs recibió la National Medal of Science del presidente Jimmy Carter "por llevar a los poderes de las matemáticas modernas para influir en los problemas de la física, la dinámica de fluidos y la elasticidad".